# Effingham
Pour les articles homonymes, voir Effingham (homonymie).
Effingham est une ville de l'État de l'Illinois, aux États-Unis. Elle est le siège du comté d'Effingham,

## Population
Selon le recensement de 2000 du Bureau du recensement des États-Unis, il y a 12 384 habitants dans la ville, 5 330 ménages et 3 187 familles. Sa densité de population est de 551,5 hab/km2. Concernant la population, 97,79 % d’entre elle s'est identifiée comme blanche, 0,36 % afro-américaine, 0,19 % amérindienne, 0,59 % d'origine asiatique, 0,38 % d'un autre groupe ethnique, 0,69 % de deux ou plus groupes ethniques ; et 1,04 % de la population est hispanique (notion qui ne préjuge d'aucun groupe ethnique). 
Parmi les 5 330 foyers, 29,9 % comptaient un ou plusieurs enfants de moins de 18 ans, 45 % étaient des couples mariés vivant ensemble, 11,4 % avaient un chef de famille féminin sans mari, et 40,2 % étaient des foyers non familiaux ; 36,1 % des foyers étaient constitués d'un individu vivant seul et 15,9 % d'un individu seul de 65 ans ou plus. Le nombre moyen de personnes par foyer était de 2,25 et la famille moyenne comptait 2,96 membres. 
De toute la population de la ville, 24,9 % avaient moins de 18 ans, 9 % avaient entre 18 et 24 ans, 27,7 % de 25 à 44 ans, 20,2 % de 45 à 64 ans, et 18,1 % 65 ans et plus. L'âge médian était de 38 ans. Pour environ 100 femmes il y avait 89,3 hommes. Pour 100 femmes de 18 ans et plus, il y avait 84,2 hommes dans la même tranche d’âge.

## La troisième plus grande croix du monde

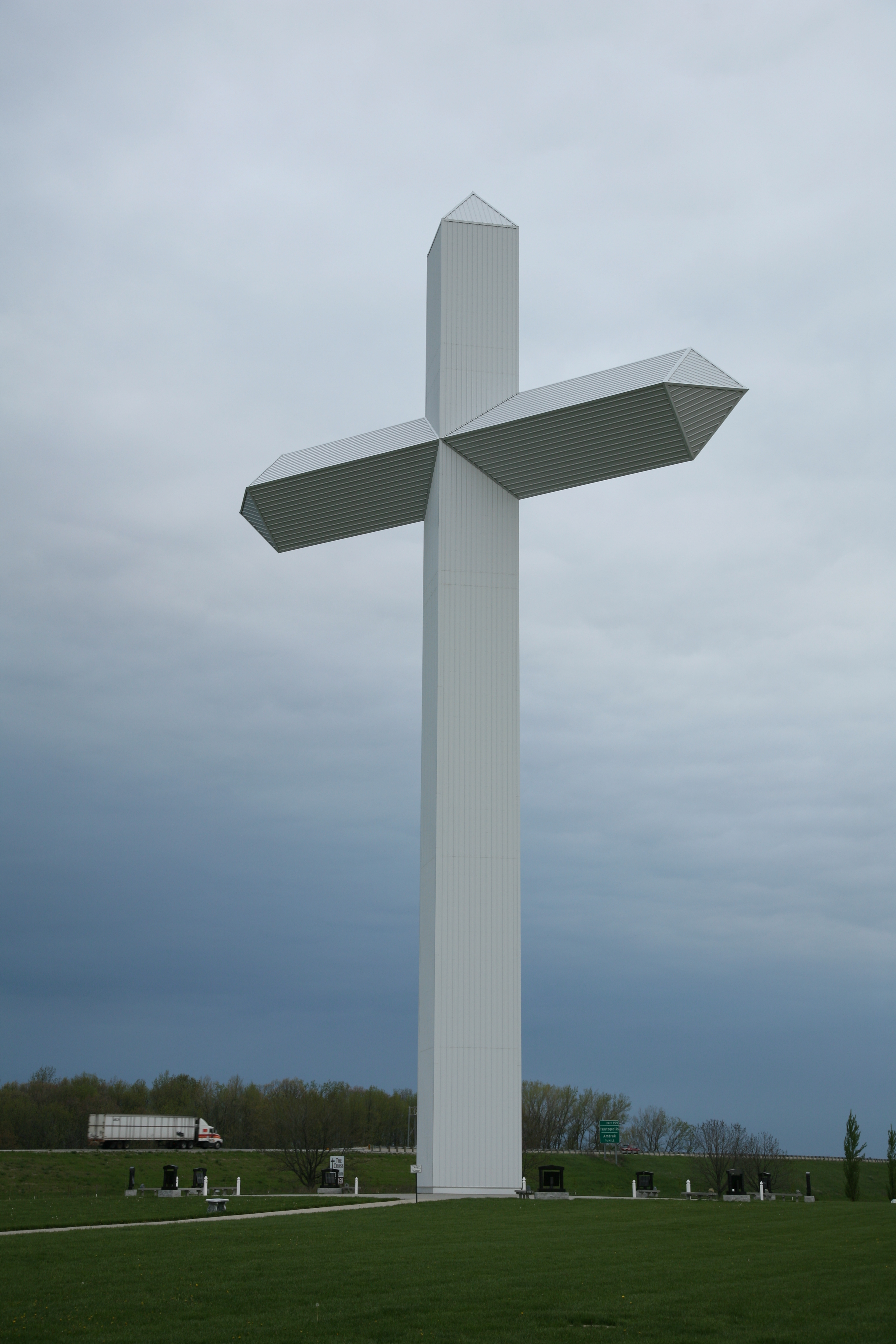
La croix géante d'Effingham.

Effingham abrite la troisième plus grande croix du monde. Construite en cinq ans et ayant coûté plus d'un million de dollars, la croix fait 198 pieds de haut (plus de 60 m) et contient plus de 180 tonnes d'acier. Elle fut inspirée par la croix géante de Groom au Texas qui mesure 190 pieds (près de 58 m).
La plus grande croix du monde est quant à elle celle de la basilique Sainte-Croix del valle de los Caídos, en Espagne, d’une hauteur de  150 mètres, et la seconde la croix du Troisième Millénaire (es) au Chili, haute de 103 mètres.

## Personnalités liées à la commune
- Nick Gardewine (né en 1993), joueur de baseball né à Effingham.

## Source
- (en) Cet article est partiellement ou en totalité issu de l’article de Wikipédia en anglais intitulé « Effingham, Illinois » (voir la liste des auteurs).